# Isset
L'Isset (en russe : Исеть) est une rivière de Russie, qui prend sa source dans le lac Issetskoïe et se jette dans la rivière Tobol. Elle traverse les oblasts de Sverdlovsk, de Kourgan et de Tioumen.

## Toponymie
Selon Iaroslav Lebedynsky, les Issedones, peuple mentionné par Hérodote entre autres, aurait donné son nom à la rivière Isset.

## Géographie

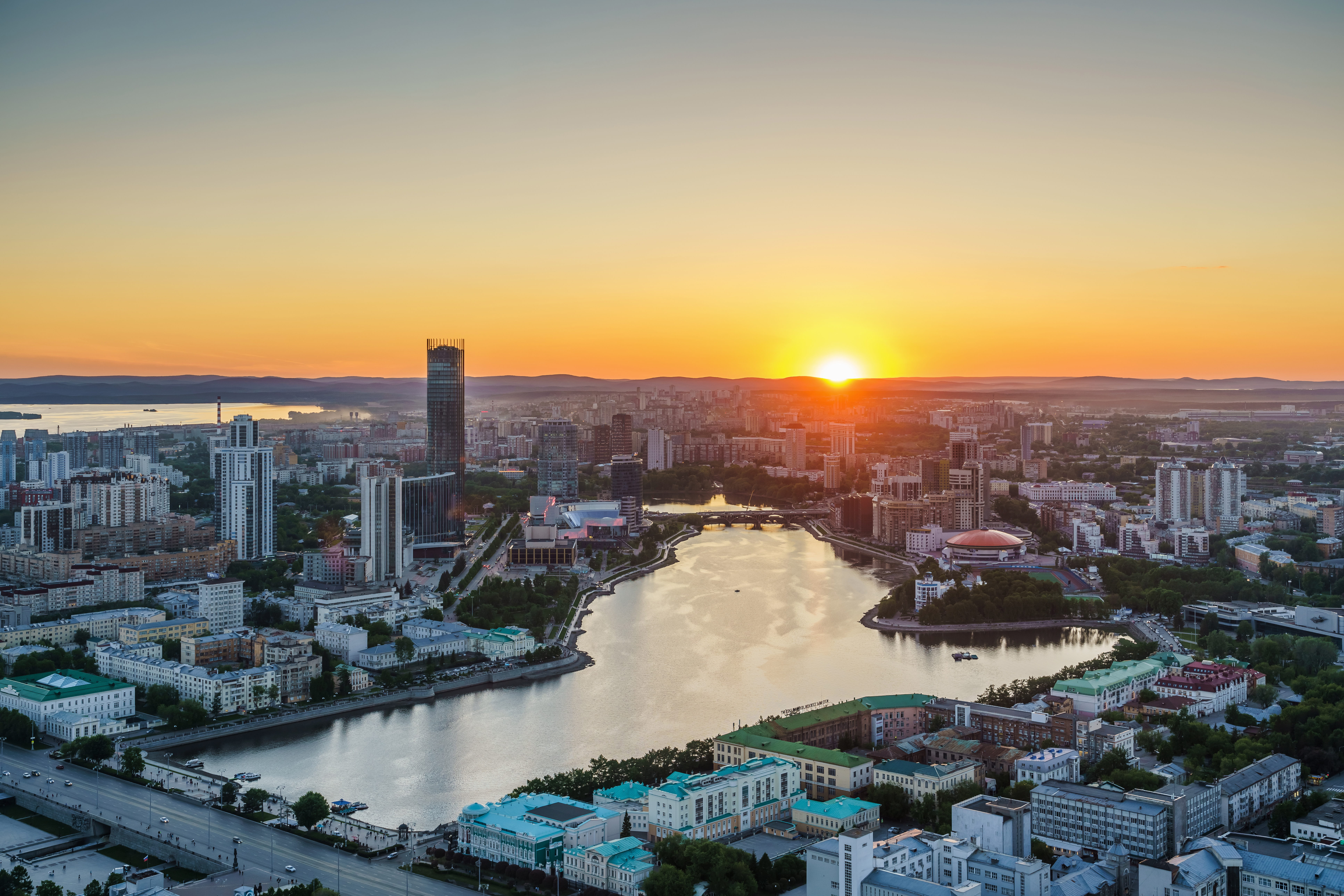
L'Isset à Iekaterinbourg.

L'Isset est longue de 606 km ; son bassin s'étend sur 58 900 km2. Elle est gelée de novembre à avril.

## Affluents
Ses principaux affluents sont les rivières :
- Miass ;
- Tetcha ;
- Sinara.

## Villes traversées
L'Isset arrose les villes de :
- Iekaterinbourg ;
- Kamensk-Ouralski ;
- Kataïsk ;
- Dalmatovo ;
- Chadrinsk.

## Gel et navigabilité
L'Isset est prise par les glaces de novembre à avril.
En dehors de cette longue période, elle est navigable entre Chadrinsk et sa confluence avec la Tobol, c'est-à-dire sur près de 300 kilomètres.

## Hydrométrie - Les débits à Issetskoïe
Le débit de l'Isset a été observé pendant 63 ans (sur la période 1937-1999) à Issetskoïe, ville située à 105 kilomètres de son confluent avec la Tobol.
Le débit inter annuel moyen ou module observé à Issetskoïe durant cette période était de 73 m3/s pour une surface drainée de 56 000 km2, c'est-à-dire plus ou moins 95 % du bassin versant de la rivière.
La lame d'eau écoulée dans ce bassin atteint ainsi le chiffre de 41 millimètres par an, chiffre qui doit être considéré comme médiocre, ce qui est le cas de tous les cours d'eau du sud de la plaine de Sibérie occidentale proches du Kazakhstan.
La période des hautes eaux a lieu d'avril à juin inclus. Les basses eaux se déroulent de décembre à mars, ce qui correspond aux importantes gelées qui affectent toute la région, et surtout les zones élevées de l'Oural où ont lieu les plus importantes précipitations.
Le débit moyen mensuel observé en février (minimum d'étiage) atteint 21,3 m3/s, soit un peu moins de 9 % du débit moyen du mois de juillet (maximum de l'année avec 245 m3/s), ce qui montre l'importance, relativement modérée pour la Sibérie, des variations saisonnières.
Sur la période d'observation de 63 ans, le débit mensuel minimal a été de 4,25 m3/s en février 1940, tandis que le débit mensuel maximal s'est élevé à 910 m3/s en juillet 1947.
En considérant la seule période estivale, libre de glaces (de mai à octobre inclus), le débit mensuel minimal observé a été de 13,7 m3/s en octobre 1949 (après 14 au mois d'août), niveau restant encore satisfaisant. Un débit mensuel estival inférieur à 15 m3/s est tout à fait exceptionnel.